# Chelonus orenburgensis
Chelonus orenburgensis är en stekelart som först beskrevs av Vladimir Ivanovich Tobias 1997.  Chelonus orenburgensis ingår i släktet Chelonus och familjen bracksteklar. Inga underarter finns listade i Catalogue of Life.